# Smittium lentaquaticum
Smittium lentaquaticum är en svampart som beskrevs av Siri, M.M. White & Lichtw. 2006. Smittium lentaquaticum ingår i släktet Smittium och familjen Legeriomycetaceae.   Inga underarter finns listade i Catalogue of Life.